# سينز دي باراندا (محطة مترو أنفاق مدريد)
سينز دي باراندا (بالإسبانية: Sainz de Baranda)‏ هي محطة مترو أنفاق في مدريد في إسبانيا، تقع على الخط رقم 6,9.